# Johan Andersson (Handballspieler)
Johan Andersson (* 24. Juni 1983) ist ein schwedischer ehemaliger Handballspieler.
Johan Andersson debütierte für den IFK Ystad HK in der schwedischen Eliteserie. Gleichzeitig sammelte er erste Erfahrung im EHF-Pokal. 2006 verpflichtete ihn der norwegische Erstligisten Haugaland HK, der gerade in die norwegische Eliteserie aufgestiegen war. Mit den Männern aus Haugesund zog er 2008 ins Finale Four um die norwegische Meisterschaft ein und avancierte mit 104 Treffern zum zweitbesten Torschützen seiner Mannschaft. Daraufhin wechselte Andersson – ebenso wie sein Teamkollege Gustav Samuelsson – zum deutschen Zweitligisten Wilhelmshavener HV. Nach nur einer Saison wechselte Andersson zum HSC 2000 Coburg. Ab der Saison 2015/16 lief der rechten Rückraumspieler für die zweite Mannschaft des HSC 2000 Coburg auf. Von 2017 bis 2019 war er Spielertrainer beim Landesligisten HG Kunstadt.

## Sonstiges
Andersson ist verheiratet und Vater.